# Tupamaros West-Berlin

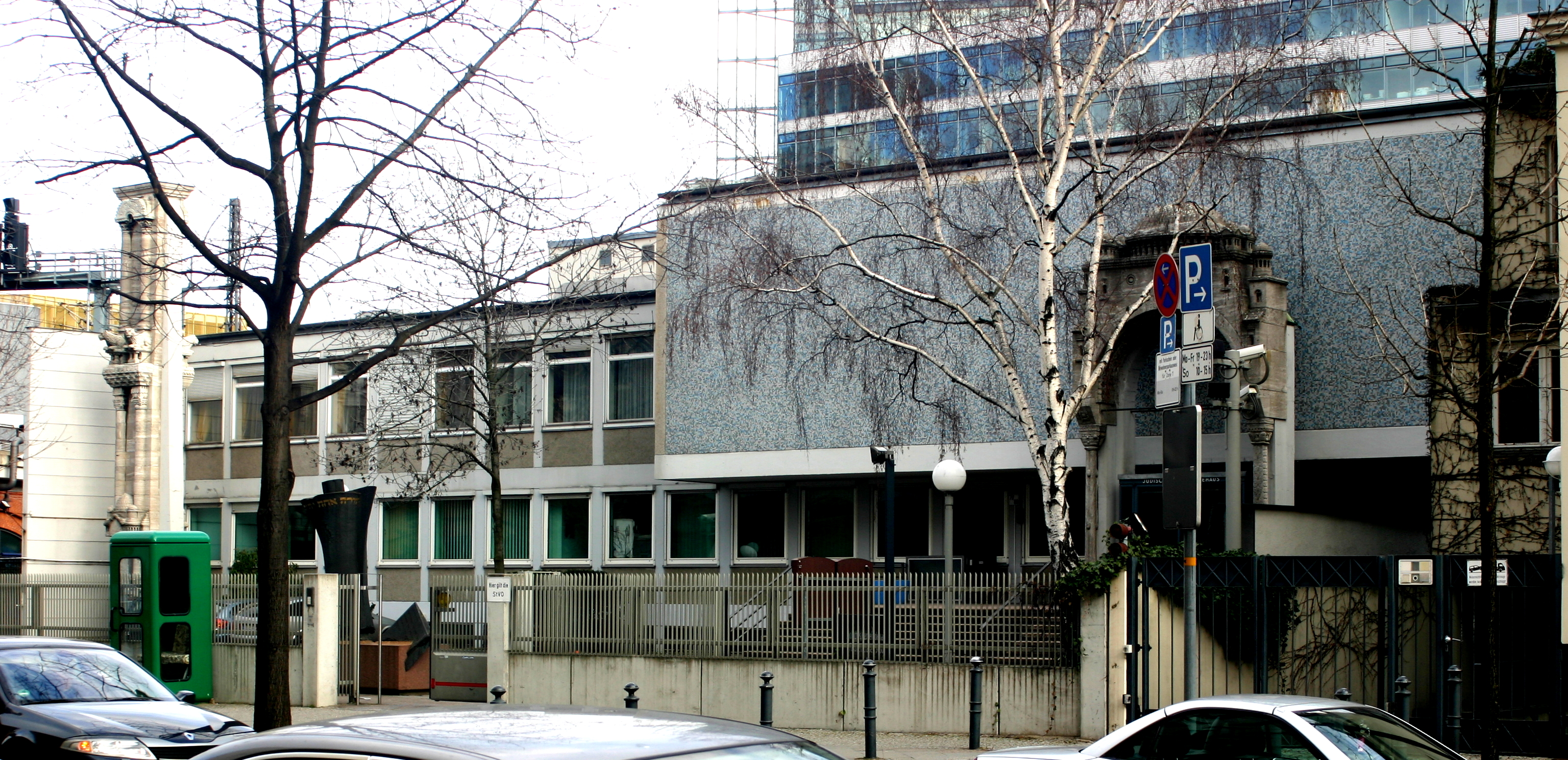
Ancienne Maison du Centre communautaire juif, Fasanenstraße à Berlin.

Les Tupamaros West-Berlin (TW) sont un groupe armé marxiste et anarchiste actif en Allemagne de l'Ouest, à Berlin-Ouest, et responsable de plusieurs incendies et attentats à la bombe de 1969 à 1971.

## Histoire
Il est fondé par des membres de la Kommune 1, inspirés par les Tupamaros uruguayen et la théorie de la guérilla urbaine. Le groupe, dirigé par Dieter Kunzelmann, ancien membre du Gruppe SPUR, se dissout au début des années 1970, certains de ses membres rejoignant le Mouvement du 2-Juin ou la Fraction armée rouge.
Entre novembre et décembre 1969, les TW commettent 12 attentats à la bombe et incendies, visant les systèmes judiciaire et policier allemands et des intérêts américains et israéliens, ainsi que le 9 novembre contre le Centre communautaire juif. Le marxisme est peu à peu abandonné au profit de l'anarchisme, tandis qu'un groupe dissident, les Tupamaros Munich, est fondé par Fritz Teufel. En juillet 1970, Dieter Kunzelmann est arrêté.